# Honda Sports 4
Honda Sports 4 Concept – koncepcyjny pojazd wyczynowo-sportowy marki Honda zaprezentowany podczas Międzynarodowego Salonu Samochodowego w Tokio w 2005 roku.
Stylistyka auta opiewa się na ostrych krawędziach łączący sportowy design z elegancją. We wnętrzu pojazdu umieszczono kokpit nowej generacji. Pojazd wyposażono w system SH-AWD.